# Salm-Reifferscheid-Hainsbach
Salm-Reifferscheid-Hainsbach fue un pequeño estado del Sacro Imperio Romano Germánico, que, a su vez, fue una partición de Salm-Reifferscheid-Bedburg.
El estado duraría entre 1734 y 1811, en este año fue mediatizado a Prusia y la rama se extinguió en 1897.

## Príncipes de Salm-Reifferscheid-Hainsbach (1734-1811)
- Leopoldo Antonio (1734-1760)
- Francisco Wenceslao (1760-1811)